# 平壤国际电影节
平壤国际电影节（朝鲜语：／）是两年一度在朝鲜首都平壤直轄市举办的电影节，也是朝鲜唯一的国际电影节。每届电影节为期两周左右，通常在九月举办。
平壤國際电影节的最高奖项为“火炬奖”（횃불상），共分为金、银、铜三等。
平壤國際电影节于1987年由朝鲜文化艺术部、平壤市人民委员会等部门共同创立，最初名为“平壤不结盟运动及其他发展中国家电影节”。其宗旨为“自主、和平、友谊”。2004年起，更名为“平壤国际电影节”。自1987年至2018年間，平壤國際電影節的舉辦頻次爲兩至三年一次，2018年至2020年COVID-19疫情爆發前的舉辦頻次是每年一次。2020年因受到COVID-19疫情影響停辦，預計將於2025年10月復辦。截至2025年6月，平壤國際電影節共舉辦17屆。
由於北韓的旅遊業不位於北韓被施予的制裁名單當中，因此韓聯社分析北韓政府的預期是透過平壤國際電影節的舉辦，以藝術之名增加外匯收入與向北韓境外宣傳北韓體制。